# Norman Levi Bowen

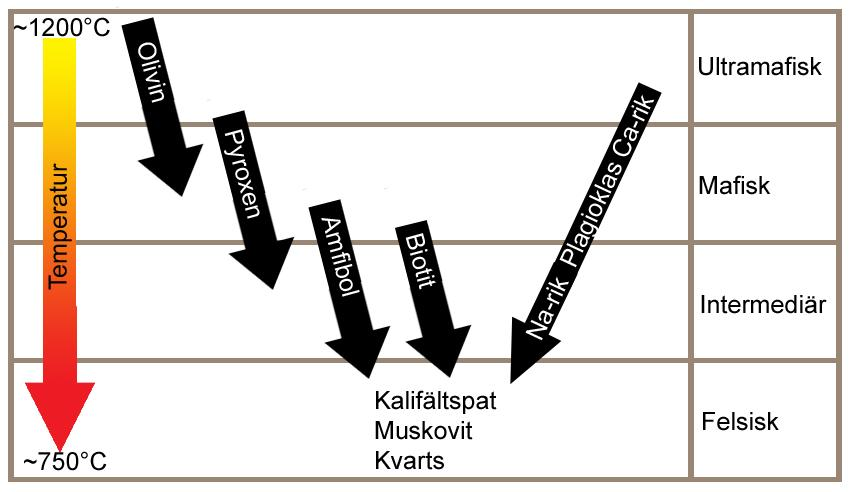
Bowens reaktionsserie, uppkallad efter Norman Levi Bowen.

Norman Levi Bowen, född 21 juni 1887 i Kingston, Ontario, Kanada, död 11 september 1956, var en kanadensisk geolog. Bowen är speciellt känd för sin kristallationsserie, där han beskriver hur olika mineraler kristalliseras beroende på olika tryck och temperatur. 
År 1928 utgav han boken The Evolution of the Igneous Rocks om geokemi och geofysik som länge ansågs som den främsta boken på området. 1931 tilldelades Bowen Bigsbymedaljen, vilken ges till personer som gjort framstående insatser inom den amerikanska kontinentens geologi. Senare mottog han även Penrosemedaljen (1941) och Wollastonmedaljen (1950) för sitt omfattande arbete inom geovetenskap. 
Bowman gifte sig 1911 med Mary Lamont och tillsammans fick de dottern Catherine.